# Please Hold
Please Hold è un cortometraggio del 2022 diretto da K.D. Dávila per la prima volta come regista. 
Gli eventi racconti nel film sono ispirati da un caso di cronaca di un giovane latinoamericano è stato arrestato perché aveva lo stesso nome di un sospettato. Dopo settimane di detenzione il giovane è stato portato davanti a un giudice e assolto perché la descrizione non corrispondeva.  

## Trama
Mateo sta andando al lavoro quando il suo smartphone lo avverte che c'è un mandato di arresto. All'inizio pensa a un errore, ma all'improvviso si trova davanti un drone che gli chiede di mettersi le manette. Al suo iniziale rifiuto, il drone lo minaccia con "forza non letale" ed estrae un taser. Viene ammanettato e portato in custodia. Lì deve consegnare i suoi effetti personali e gli vengono dati abiti da detenuto. Nella cella c'è un enorme display che mostra istruzioni e video promozionali. Per prima cosa cerca di scoprire perché è stato arrestato, ma non ci riesce a causa delle istruzioni per l'uso. Il processo non si terrà prima di 90 giorni, l'avvocato d'ufficio, o meglio il programma informatico a monte, gli dà solo una percentuale di successo di pochi punti percentuali e quindi si rifiuta di portare avanti il caso. La pena sarebbe di 40-45 anni. Gli viene quindi chiesto di dichiararsi "colpevole" o "non colpevole". Se si dichiara colpevole, la pena detentiva sarà di soli 7-9 anni. Mateo decide di chiamare la polizia e vuole parlare con un agente umano della polizia di Los Angeles. Accetta i termini del servizio senza leggere. Finisce in una posizione di attesa e si addormenta.
Un'ora e mezza dopo, viene svegliato da una voce del computer che gli dice che la chiamata è stata annullata perché non ha più alcun reddito. Scopre con orrore che la chiamata costava 3 dollari al minuto e che aveva dato il suo consenso quando aveva accettato le condizioni d'uso. Per passare il tempo e guadagnare qualcosa, partecipa al programma "Fatto in casa" e inizia a lavorare a maglia. Nel frattempo, realizza un portafortuna per sé. Quando ha abbastanza soldi per fare una telefonata, cerca di convincere i genitori a mandargli 10.000 dollari per un avvocato penalista, ma i genitori non lo ascoltano.
Dopo una settimana di prigione, il ragazzo è distrutto. Un drone appare di nuovo e cerca di fargli pressione affinché si dichiari colpevole. Ma nel frattempo i suoi genitori hanno trasferito il denaro e lui riesce a informare l'avvocato difensore. Questi rifiuta il caso a causa delle scarse possibilità di successo, ma incassa la sua parcella. Depresso, Mateo si sdraia sul letto.
A sorpresa, viene svegliato e gli viene chiesto di lasciare la cella. Viene rilasciato senza fornire alcuna motivazione. Ritira il suo smartphone, che contiene un lungo elenco di chiamate con promemoria e anche le sue dimissioni. Appare una pubblicità di "Handmade", che assume anche ex detenuti.

## Riconoscimenti
- 2022 - Premio Oscar
  - Candidatura per il miglior cortometraggio